# 발디비아현
발디비아현(스페인어: Provincia de Valdivia)은 칠레 로스리오스 주를 구성하는 2개의 현 가운데 하나로 현도는 발디비아이며 면적은 10,197.2km2, 인구는 272,527명(2012년 기준), 인구 밀도는 27명/km2이다.